# Naimaner
Naimaner (naiman betyder "åtta" på mongoliska) var en mongolisk eller möjligen turkisk folkgrupp i Centralasien som omkring år 1200 var bosatt ungefär i nuvarande norra Mongoliet men som dock underkuvades av Djingis khan snart därefter. De var troligen nära besläktade med karakitajerna och underdåniga dessa fram till 1177. Precis som karakitajerna var många av dem nestorianska kristna.
Mer än 40% av dagens kazaker anses ha naimanskt ursprung. Vissa naimaner ska även ha uppgått i dagens kirgizer och uzbeker.